# Småtjärnarna (Hotagens socken, Jämtland, 712169-145047)
Småtjärnarna är en sjö i Krokoms kommun i Jämtland och ingår i Ångermanälvens huvudavrinningsområde. Småtjärnarna ligger i Gråberget-Hotagsfjällen Natura 2000-område.